# Erythroxylum cordato-ovatum
Erythroxylum cordato-ovatum är en tvåhjärtbladig växtart som beskrevs av Huber. Erythroxylum cordato-ovatum ingår i släktet Erythroxylum och familjen Erythroxylaceae. Inga underarter finns listade i Catalogue of Life.